# Phacochoerus africanus
Il facocero o facochero (Phacochoerus africanus Gmelin, 1788) è un mammifero della famiglia dei Suidi che vive principalmente nelle savane e nelle boscaglie dell'Africa.
Il facocero è molto forte e usa le lunghe zanne di cui è dotato per difendersi.

## Descrizione
Il facocero misura dai 90 ai 150 cm, con un'altezza al garrese compresa tra i 63,5 e gli 85 cm e il suo peso va dai 45 ai 75 kg per le femmine e dai 60 ai 150 kg per i maschi. Caratterizzano l'animale le due paia di zanne che fuoriescono dalla bocca, utilizzate per la difesa contro i predatori.

## Biologia
I facoceri si nutrono di erba, bacche, cortecce, radici. Usano la loro possente mole per sradicare arbusti medio-piccoli e cibarsi di ceppi e bulbi. Non disdegnano piccoli mammiferi, carogne, insetti e larve.

## Tassonomia
Esistono due specie distinte di facocero: il   Phacochoerus africanus  (la specie più comune) e il  Phacochoerus aethiopicus  (diffuso nel Corno d'Africa).
Attualmente si riconoscono quattro sottospecie:
- P. a. africanus (Gmelin, 1788)
- P. a. aeliani (Cretzschmar, 1828)
- P. a. massaicus (Lönnberg, 1908)
- P. a. sundevallii (Lönnberg, 1908).

## Nella cultura di massa
- Data la sua somiglianza con il maiale, i musulmani non ne mangiano la carne.
- Il celebre personaggio disneyano Pumbaa ne Il re leone, e nei sequel Il re leone II - Il regno di Simba e Il re leone 3 - Hakuna Matata e anche nell'omonimo remake live-action del 2019 è un facocero.
- Un facocero è apparso anche in Pomi d'ottone e manici di scopa.
- Essendo dei grandi mammiferi e per via del loro forte odore, sono tra le prede principali dei leoni e delle iene.
- Gli animali cacciati nel film 2001: Odissea nello spazio sono tapiri, invece nel romanzo omonimo sono facoceri.
- Warthog, nome inglese del Phacochoerus africanus è il nome, usato dai piloti, per indicare l'aereo da attacco al suolo Fairchild-Republic A-10 Thunderbolt II.
- Bebop, uno dei nemici delle Tartarughe Ninja è un facocero.
- Warthog è il nome con cui vengono indicate le jeep di trasporto adottate dall'esercito umano presenti nella serie di videogiochi Halo.